# Fanny Stavjanik
Franziska „Fanny“ Stavjanik (* 13. April 1966 in Wien) ist eine österreichische Schauspielerin.

## Leben
Fanny Stavjanik ist die Tochter des Schauspielers Edd Stavjanik und wuchs in München und Wien auf. Ihre Ausbildung erhielt sie von 1985 bis 1988 an der Schauspielschule des Volkstheaters Wien, wo sie auch von 1988 bis 1999 zum festen Ensemble gehörte. 2001 wurde sie einem breiteren Fernsehpublikum mit der ZDF-Hauptabendserie girl friends – Freundschaft mit Herz bekannt, in welcher sie bis 2007 als Hotel-Managerin Iris Sandberg in der Hauptrolle zu sehen war.
2008 ermittelte sie als Kommissarin im österreichischen Tatort: Kinderwunsch; 2009 übernahm sie die Rolle der Gräfin Esterházy in dem ZDF-Zweiteiler Sisi von Xaver Schwarzenberger. 2010 spielte sie an der Seite von Ulrich Noethen in dem ARD-Zweiteiler Der Mann mit dem Fagott die Mutter von Udo Jürgens.
Stavjanik wurde für ihr darstellerisches Können mehrfach ausgezeichnet. 1993 erhielt sie den Karl-Skraup-Preis des Wiener Volkstheaters für ihre Rolle als Edrita in dem Theaterstück Weh dem, der lügt! von Franz Grillparzer. 1997 bekam sie den Förderungspreis zur Kainz-Medaille der Stadt Wien für ihre Darstellung der Johanna in Arthur Schnitzlers Theaterstück Der einsame Weg.
Seit 2003 lebt Fanny Stavjanik in Berlin. Sie ist mit dem Regisseur Thomas Herrmann verheiratet, beide haben einen gemeinsamen Sohn.

## Theater
Zwischen 1988 und 1999 spielte Stavjanik am Wiener Volkstheater unter anderem das Gretchen in Goethes Faust und die Titelrolle in Strindbergs Fräulein Julie. In Eugene O’Neills Trauer muss Elektra tragen stand sie am Wiener Volkstheater in der Hauptrolle der Lavinia zusammen mit Nicole Heesters auf der Bühne; zusammen mit Ulrich Matthes spielte sie außerdem in Don DeLillos Valparaiso (2000; Regie: Niels-Peter Rudolph).
2007 gastierte sie am Fritz Rémond Theater in Frankfurt mit Yasmina Rezas Gott des Gemetzels in der Rolle der Annette Reille. 2016 spielte sie bei den Festspielen Reichenau in einer Bearbeitung von Heimito von Doderers Dämonen (Regie: Hermann Beil).

## Filmografie (Auswahl)
- 1995: Schade um Papa
- 1996: Bernhardiner & Katz
- 1998: Die Bräute
- 2000: Tatort – Der Millenniumsmörder
- 2001–2002: Vater wider Willen
- 2001–2007: girl friends – Freundschaft mit Herz
- 2003: Das verräterische Collier
- 2005: Prinz und Paparazzi
- 2005: Liebe nach dem Tod
- 2006: Mein süßes Geheimnis
- 2007: Das Traumschiff – Shanghai
- 2009: Tatort – Kinderwunsch
- 2009: Von ganzem Herzen
- 2009: Sisi
- 2009: Das Traumschiff – Papua-Neuguinea
- 2010: Hochzeitsreise zu viert
- 2010–2017: SOKO Donau
- 2011: Der Mann mit dem Fagott
- 2011: Kebab mit Alles
- 2011: Therese geht fremd
- 2012: Katie Fforde – Eine teure Affaire
- 2012: Ein Sommer in Kroatien
- 2013: Lotta & die frohe Zukunft
- 2013: Lilly Schönauer – Weiberhaushalt
- 2013: Heldt – Explosive Fracht
- 2014: Das Traumhotel – Marokko
- 2015: Lotta & das ewige Warum
- 2015: Beautiful Girl
- 2015: Tiere bis unters Dach
- 2016: Das Traumschiff – Cook Islands
- 2016: Die Stille danach
- 2016: Großstadtrevier – Mondsüchtig
- 2017: Kebab extra scharf!
- 2017: Inga Lindström – Verliebt in meinen Chef
- 2019: Kreuzfahrt ins Glück – Hochzeitsreise auf die Kykladen
- 2019: Papa hat keinen Plan
- 2019: Rosamunde Pilcher – Pralinen zum Frühstück
- 2020: SOKO Kitzbühel – Mein Fleisch und Blut
- 2020: SOKO Stuttgart – Schön bis in den Tod
- 2021: Inga Lindström – Wilde Zeiten
- 2021: SOKO Leipzig – Unerwünschte Nebenwirkung
- 2021: SOKO Hamburg – Bronze, Silber, Tod
- 2022: Solo für Weiss – Todesengel (Fernsehreihe)
- 2022: Landkrimi – Steirergeld (Fernsehreihe)
- 2023: Nord Nord Mord – Sievers und der erste Schrei
- 2023: Helen Dorn: Das Recht zu schweigen
- 2024: SOKO Wismar – Ein Kleid für Helene
- 2025: Das Traumschiff – Curaçao

## Auszeichnungen (Auswahl)
- 1993: Karl-Skraup-Preis, Beste Schauspielerin, als Edrita in Weh dem, der lügt! (F. Grillparzer)
- 1998: Kainz-Medaille der Stadt Wien, Beste Nachwuchsschauspielerin, als Johanna in Der einsame Weg (A. Schnitzler)
- 2011: Bambi, Publikumspreis – Bester TV-Mehrteiler Der Mann mit dem Fagott
- 2012: Österreichischer Fernsehpreis für Erwachsenenbildung für Kebab mit Alles